# 塔尔诺加农村居民点
塔尔诺加农村居民点（俄语：Тарногское сельское поселение）是俄罗斯联邦沃洛格达州塔尔诺加区所属的一个农村居民点。其下辖有90个居民点，行政中心为塔尔诺加镇。据2015年统计，该农村居民点的人口为7963人。